# Bastusjön (Boteå socken, Ångermanland)
Bastusjön är en sjö i Sollefteå kommun och Örnsköldsviks kommun i Ångermanland och ingår i Ångermanälvens huvudavrinningsområde. Sjön har en area på 0,224 kvadratkilometer och ligger 212 meter över havet. Sjön avvattnas av vattendraget Högforsån (Norsjöån).

## Delavrinningsområde
Bastusjön ingår i det delavrinningsområde (701936-160330) som SMHI kallar för Inloppet i Stor-Norsjön. Medelhöjden är 254 meter över havet och ytan är 3,18 kvadratkilometer. Det finns ett avrinningsområde uppströms, och räknas det in blir den ackumulerade arean 16,54 kvadratkilometer. Högforsån (Norsjöån) som avvattnar avrinningsområdet har biflödesordning 2, vilket innebär att vattnet flödar genom totalt 2 vattendrag innan det når havet efter 35 kilometer. Avrinningsområdet består mestadels av skog (84 procent). Avrinningsområdet har 0,22 kvadratkilometer vattenytor vilket ger det en sjöprocent på 6,9 procent.